# Валери Стаменов
Валери Лилов Стаменов е български полицай, генерал-майор от МВР.

## Биография
Роден е на 14 юли 1952 г. в Мездра. Завършва факултета по радиоелектроника на Висшия Машинно-електротехнически институт. След това работи във физкултурното дружество „Ботев-Враца“ като треньор. От 1978 до 1979 г. е механик в електротехническата жп секция в Мездра. Между юни 1997 и 2004 г. е директор на РДВР-Враца. На 30 октомври 2002 г. е удостоен със звание генерал-майор от МВР. Кандидат-кмет на община Враца от партия ВМРО през 2011 г. От 2015 г. е общински съветник от БСП във Враца. Съпругата му Росица Стаменова е известна лекоатлетка.